# Fayetteville (Ohio)
Pour les articles homonymes, voir Fayetteville.
Fayetteville est un village américain situé dans le comté de Brown, dans l'Ohio. Selon le recensement de 2010, sa population est de 330 habitants.